# Dolce di Foix
Dolce di Foix (... – 15 febbraio 1209) fu contessa consorte di Urgell dal 1157 circa al 1184.

## Origine
Era figlia del conte di Foix Ruggero III e della moglie, Jimena di Barcellona, figlia del conte di Barcellona Raimondo Berengario III e di Maria Díaz de Vivar (ca. 1081-1105), seconda figlia del Cid Campeador) e della cugina del re di León e Castiglia, Alfonso VI, doña Jimena, figlia del conte di Oviedo e delle Asturie Diego Fernández e della contessa Cristina Fernández (secondo alcuni storici Jimena di Barcellona era la figlia di Raimondo Berengario III e della terza moglie di Raimondo Berengario III, la Contessa di Provenza Dolce I.
Ruggero III di Foix, secondo il documento n°LXXIII del volume IV delle Note della Histoire Générale de Languedoc, Tome IV, era figlio del conte di Foix Ruggero II e della seconda moglie Stefania di Besalù, che, secondo la Histoire générale de Languedoc era una nobile originaria della Bassa Provenza (dame du pays de marches de la Basse Provence), figlia di Guglielmo II Trunus di Besalú e Ripoll, ( † verso il 1066) e della moglie, che secondo il documento n°364 delle Preuves de l'Histoire Générale de Languedoc, Tome V, era Stefania di Provenza ( † 1085), che era figlia del conte di Provenza e conte di Arles Goffredo I.

## Biografia
Nel 1157 o prima Dolce, secondo le Ex Gesta Comitum Barcinonensium, fu data in sposa al conte di Urgell Ermengol VII di Valencia (1120/30 - 11 agosto 1184), che, come ci conferma la Historia de los condes de Urgel, Tome I, era il figlio primogenito del conte di Urgell Ermengol VI il Castigliano e della moglie, Arsenda de Cabrera ( † prima del 1135), figlia del signore di Cabrera e visconte di Gerona Guerau II de Cabrera e della sua prima moglie, Stefania (documento n°XXVIII a pag 151 del Carturario di Roda); infatti il documento n°201 del Diplomatari de Santa Maria de Poblet I: 960–1177, datato 26 settembre 1157, inerente a una donazione al monastero di Santa Maria di Poblet, cita il conte Ermengol VII e la moglie Dolce, che quindi a quella data risultavano già sposati.
Vi è poi il documento n°377 del Diplomatari de Santa Maria de Poblet I: 960–1177, datato 26 giugno 1170, inerente a un'altra donazione sempre al monastero di Santa Maria di Poblet, fatta da Ermengol VII, la moglie Dolce e il loro primogenito, anche lui di nome Ermengol.
Nel 1184 Dolce rimase vedova; secondo il Chronicon alterum Rivipullense, Apendice al Viage Literario a las Iglesias de Espana, Tome V in quell'anno suo marito, Ermengol VI, morì assieme al fratellastro, Galceran de Sales, mentre la Excerpta ex martyrologio Celsonensi, Apendice al Viage Literario a las Iglesias de Espana, Tome IX, specifica che fu assassinato da malviventi (a malis hominibus) il giorno 11 agosto.
Anche la Ex Gesta Comitum Barcinonensium riporta la morte del conte di Urgell, ponendola nel 1183, e confermando che fu ucciso nei pressi di Valencia, assieme al fratello, precisando a opera di cristiani.
Infine anche l'Historia de los condes de Urgel, Tomo I ricorda la morte del conte, nel 1184, avvenuta a Requena, nei pressi del regno musulmano di Valencia, dove Ermengol VII e il fratellastro si erano recati a combattere con il loro esercito, attribuendola ad alcune bande armate che si erano là aggregate, oppure secondo un'altra versione in seguito a una disputa con alcuni signorotti locali, ma sempre a opera di cristiani.
Ermengol VII fu tumulato nel monastero di Bellpuig de las Avellanas a (Os de Balaguer). Gli successe il figlio primogenito, Ermengol.
Nel 1190 Dolce controfirmò un documento di donazione.
Dolce, secondo la Excerpta ex martyrologio Celsonensi, Apendice al Viage Literario a las Iglesias de Espana, Tome IX, morì il 15 febbraio, senza precisare l'anno, che si suppone sia il 1209, anno in cui suo figlio Ermengol VIII fece testamento, senza citare la madre. Dolce fu tumulata nel monastero di Bellpuig de las Avellanas, dove era stato sepolto il marito, e, secondo lo storico catalano Pròsper de Bofarull, nella chiesa del monastero vi è un epitaffio che ricorda che vi fu sepolta Dolce, contessa di Urgell, figlia della sorella del conte di Barcellona e principe di Aragona Raimondo Berengario IV, nipote del conte di Foix Ruggero II e moglie del conte di Urgell Ermengol VII di Valencia (Dulcia Urgelli Comitissa, Raymundi Berengarii Comitis Barcinonensis et Aragonum Principis ex sorore et Rogerio Fuxensi Comite…neptis, Ermengaudi Comitis Urgelli…coniux).

## Figli
Dolce a Ermengol VII diede tre figli:
- Ermengol[7] (1158- 16 ottobre 1209) conte di Urgell[7];
- Marchesa[16] ( † dopo il 16 ottobre 1209), ricordata nel testamenti, sia dal padre[17] che dal fratello Ermengol VIII[18] e che sposò Ponce di Cabrera ( † 1199), visconte di Cabrera[16]
- Miraglia[16] ( † dopo il 16 ottobre 1209), ricordata nel testamenti, sia dal padre[17] che dal fratello Ermengol VIII[18] e che sposò, Gonzalo Fernández, Conte di Traba, signore di Trastámara ( † 1208/9)[10].

## Ascendenza
|                                       |                                      |                                     | Genitori                     |  |  | Nonni |  |  | Bisnonni         |  |  | Trisnonni                |  |
|                                       |                                      |                                     |                              |  |  |       |  |  | Pietro I di Foix |  |  | Bernardo Ruggero di Foix |  |
|                                       |                                      |                                     |                              |  |  |       |  |  | Pietro I di Foix |  |  | Bernardo Ruggero di Foix |  |
|                                       |                                      | Garsenda di Bigorre                 |                              |  |  |       |  |  | Pietro I di Foix |  |  |                          |  |
| Ruggero II di Foix                    |                                      |                                     |                              |  |  |       |  |  | Pietro I di Foix |  |  |                          |  |
|                                       |                                      | Letgarda                            | …                            |  |  |       |  |  |                  |  |  |                          |  |
|                                       |                                      | Letgarda                            | …                            |  |  |       |  |  |                  |  |  |                          |  |
|                                       |                                      | Letgarda                            | …                            |  |  |       |  |  |                  |  |  |                          |  |
| Ruggero III di Foix                   |                                      | Letgarda                            |                              |  |  |       |  |  |                  |  |  |                          |  |
|                                       |                                      | Guglielmo II di Besalu              | …                            |  |  |       |  |  |                  |  |  |                          |  |
|                                       |                                      | Guglielmo II di Besalu              | …                            |  |  |       |  |  |                  |  |  |                          |  |
|                                       |                                      | Guglielmo II di Besalu              | …                            |  |  |       |  |  |                  |  |  |                          |  |
| Stefania di Besalu                    |                                      | Guglielmo II di Besalu              |                              |  |  |       |  |  |                  |  |  |                          |  |
|                                       |                                      | Stefania di Provenza                | Goffredo I di Provenza       |  |  |       |  |  |                  |  |  |                          |  |
|                                       |                                      | Stefania di Provenza                | Goffredo I di Provenza       |  |  |       |  |  |                  |  |  |                          |  |
|                                       |                                      | Stefania di Provenza                | Stefania o Dolce di Provenza |  |  |       |  |  |                  |  |  |                          |  |
| Dolce di Foix                         |                                      | Stefania di Provenza                |                              |  |  |       |  |  |                  |  |  |                          |  |
|                                       | Raimondo Berengario II di Barcellona | Raimondo Berengario I di Barcellona |                              |  |  |       |  |  |                  |  |  |                          |  |
|                                       | Raimondo Berengario II di Barcellona | Raimondo Berengario I di Barcellona |                              |  |  |       |  |  |                  |  |  |                          |  |
|                                       | Raimondo Berengario II di Barcellona | Almodis de La Marche                |                              |  |  |       |  |  |                  |  |  |                          |  |
| Raimondo Berengario III di Barcellona | Raimondo Berengario II di Barcellona |                                     |                              |  |  |       |  |  |                  |  |  |                          |  |
|                                       |                                      | Matilde d'Altavilla                 | Roberto il Guiscardo         |  |  |       |  |  |                  |  |  |                          |  |
|                                       |                                      | Matilde d'Altavilla                 | Roberto il Guiscardo         |  |  |       |  |  |                  |  |  |                          |  |
|                                       |                                      | Matilde d'Altavilla                 | Sichelgaita di Salerno       |  |  |       |  |  |                  |  |  |                          |  |
| Jimena di Barcellona                  |                                      | Matilde d'Altavilla                 |                              |  |  |       |  |  |                  |  |  |                          |  |
|                                       |                                      | El Cid                              | Diego Laínez                 |  |  |       |  |  |                  |  |  |                          |  |
|                                       |                                      | El Cid                              | Diego Laínez                 |  |  |       |  |  |                  |  |  |                          |  |
|                                       |                                      | El Cid                              | Teresa Rodríguez             |  |  |       |  |  |                  |  |  |                          |  |
| Maria Díaz de Vivar                   |                                      | El Cid                              |                              |  |  |       |  |  |                  |  |  |                          |  |
|                                       |                                      | Jimena Díaz                         | Diego Fernández di Oviedo    |  |  |       |  |  |                  |  |  |                          |  |
|                                       |                                      | Jimena Díaz                         | Diego Fernández di Oviedo    |  |  |       |  |  |                  |  |  |                          |  |
|                                       |                                      | Jimena Díaz                         | Cristina Fernández           |  |  |       |  |  |                  |  |  |                          |  |
|                                       |                                      | Jimena Díaz                         |                              |  |  |       |  |  |                  |  |  |                          |  |

### Fonti primarie
- (LA)  Rerum Gallicarum et Francicarum Scriptores, tomus XII.
- (LA)  Viage Literario a las Iglesias de Espana, Tome V.
- (LA)  Viage Literario a las Iglesias de Espana, Tome IX.
- (LA)  Preuves de l'Histoire Générale de Languedoc, Tome V.
- (LA)  Notes de l'Histoire Générale de Languedoc, Tome IV.

### Letteratura storiografica
- Louis Halphen, La Francia nell'XI secolo, in «Storia del mondo medievale», vol. II, 1999, pp. 770–806
- Louis Halphen, Il regno di Borgogna, in «Storia del mondo medievale», vol. II, 1999, pp. 807–821
- (ES)  Historia de los condes de Urgel, Tomo I.